# Tour d'Arces
La tour d'Arces ou Bâtie d'Arces est le donjon d'un ancien château fort de la fin du XIIe siècle ou du début du XIIIe siècle, centre de la seigneurie de la tour d'Arces, dont les vestiges se dressent sur la commune de Saint-Ismier dans le département de l'Isère en région Auvergne-Rhône-Alpes. La tour est accessible toute l'année par un petit chemin ; « Chemin de la Tour d'Arces ».

## Situation
La tour d'Arces est situé dans le département français de l'Isère sur la commune de Saint-Ismier. Ses vestiges se dressent à 1,5 kilomètre au nord-ouest du bourg et à 585 mètres d'altitude, au-dessus de la vallée du Grésivaudan qu'elle surveillait ainsi que le débouché par le col de la Faita de la Chartreuse. Elle est bâtie sur un énorme bloc d'éboulement de la faille du Pas de la Branche.

## Histoire
Au XIIe siècle, il n'est fait mention que du village. Le château est, en 1170, la possession de Louis, seigneur de la tour d'Arces.
Vers 1275, Guigues Morard recevra par partage la Bâtie d'Arces et en prend le nom qui est celui de sa mère.
La tour, probablement érigée par Louis d'Arces (°1160-†1242), est vendue le 9 août 1640 par le dernier héritier, Jean d'Arces, qui cède maison forte et terre, à Paul Aymon de Franquières. En 1794, elle est entre les mains de François Berlioz.
L'Association « La tour d'Arces » œuvre depuis 1989 pour la sauvegarde et la restauration de la tour et de son site.
En 2020 le propriétaire de la tour en fait don à la commune de Saint-Ismier.

## Description

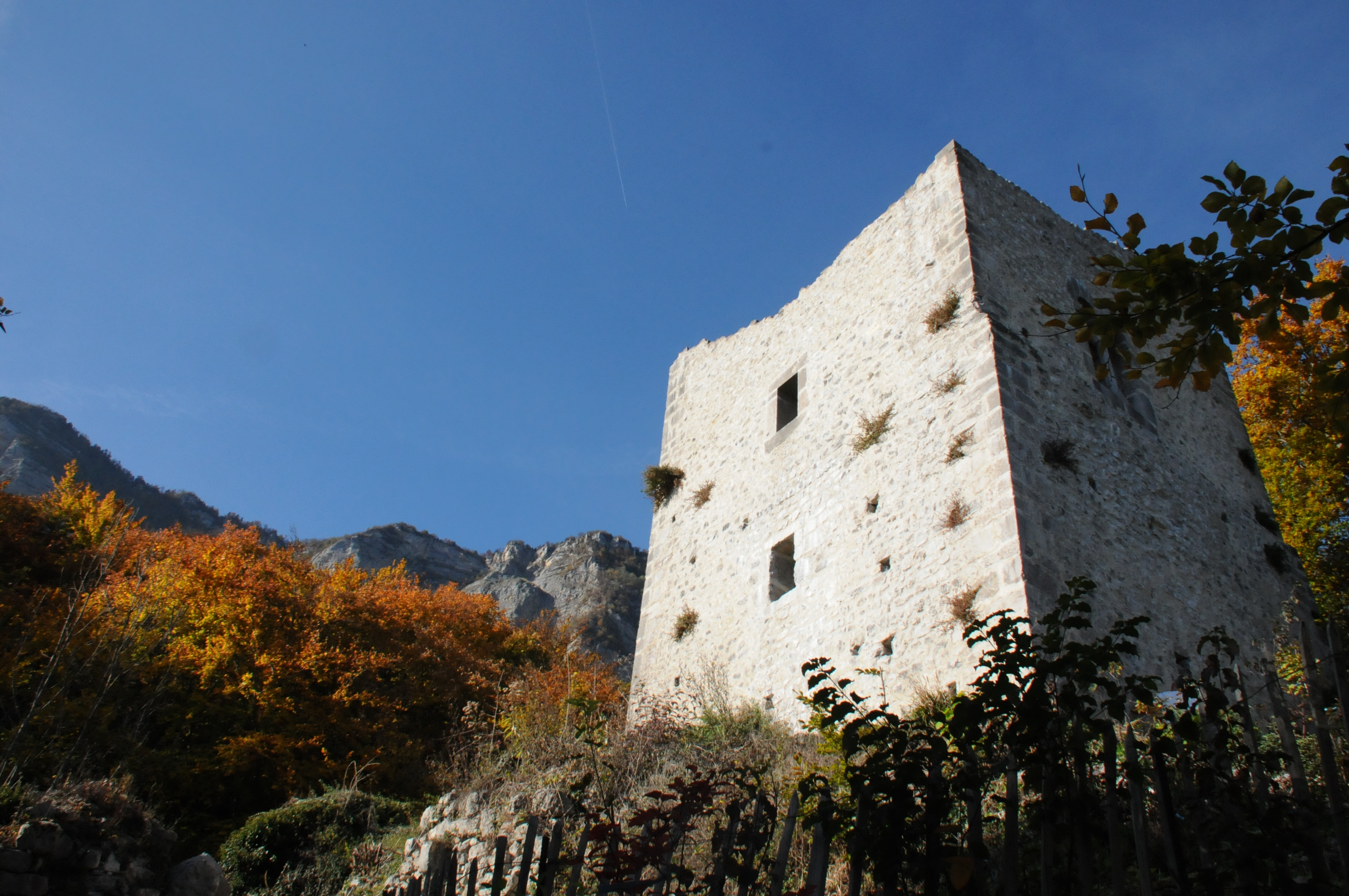
Autre vue de la Tour

La tour enchemisée commande deux petites enceintes. Une tourelle s'élevait à l'extrémité nord de la deuxième enceinte. Le site renferme une chapelle dite de Sainte-Catherine.
La tour d'Arces de plan quadrangulaire de 8 m de côté et haute encore de 13,5 m et des murs épais de 1,40 m à la base présente sur sa face du côté de l'attaque deux archères à niche plein cintre. Une autre face est largement ouverte par deux fenêtres rectangulaires et celle donnant sur l'Isère par une fenêtre géminée ouverte ultérieurement.

## Travaux récents
Depuis 2016, l'association de la tour d'Arces réalise activement de nombreux travaux pour la restauration de la tour. Une nouvelle partie de l'édifice a été retrouvée et est en cours de réhabilitation.